# Сушёный инжир

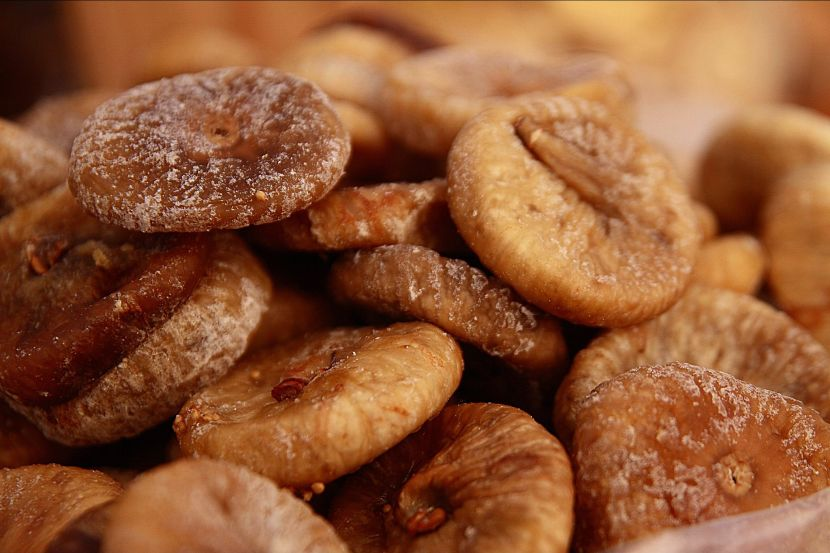
Сушёный инжир

Сушёный инжир — сухофрукт, получаемый путём высушивания плодов инжира. Один из древнейших пищевых продуктов. Ценится за свой сладкий вкус, текстуру и высокую пищевую ценность. В отличие от свежего инжира, который быстро портится, сушёный инжир имеет длительный срок хранения и потребляется во всём мире в качестве закуски или ингредиента различных блюд.
В отличие от многих сухофруктов, инжир от природы содержит много сахара (около 45–60 % сахара в сушёном виде), богат клетчаткой и микроэлементами, а также кальцием, калием, магнием и железом.
Исторической родиной сушёного инжира является современная территория Турции, откуда он распространился по странам Ближнего Востока, Азии и Средиземноморья.

## Применение
Существует широкий спектр направлений потребления сушёного инжира. Помимо прямого использования в качестве закуски, он используется в пищевой промышленности в производстве тортов, различных готовых блюд, хлеба, сахаристых продуктов и смесей сухофруктов.
Сушёный инжир применяется как добавка (улучшитель) в хлебопекарной промышленности при выпечке хлеба и печенья. В молочной промышленности повышение пищевой ценности йогурта возможна путем добавления инжира для увеличения содержания фенолов, антиоксидантов, минералов и клетчатки для удовлетворения потребностей человека. Добавление инжира может усилить пробиотическую активность йогурта для использования в питании человека и медицине, которая предотвращает ожирение, гиперхолестеринемию, гиперлипемию, гипертонию, желудочно-кишечные заболевания, а также способствует развитию кишечной флоры.

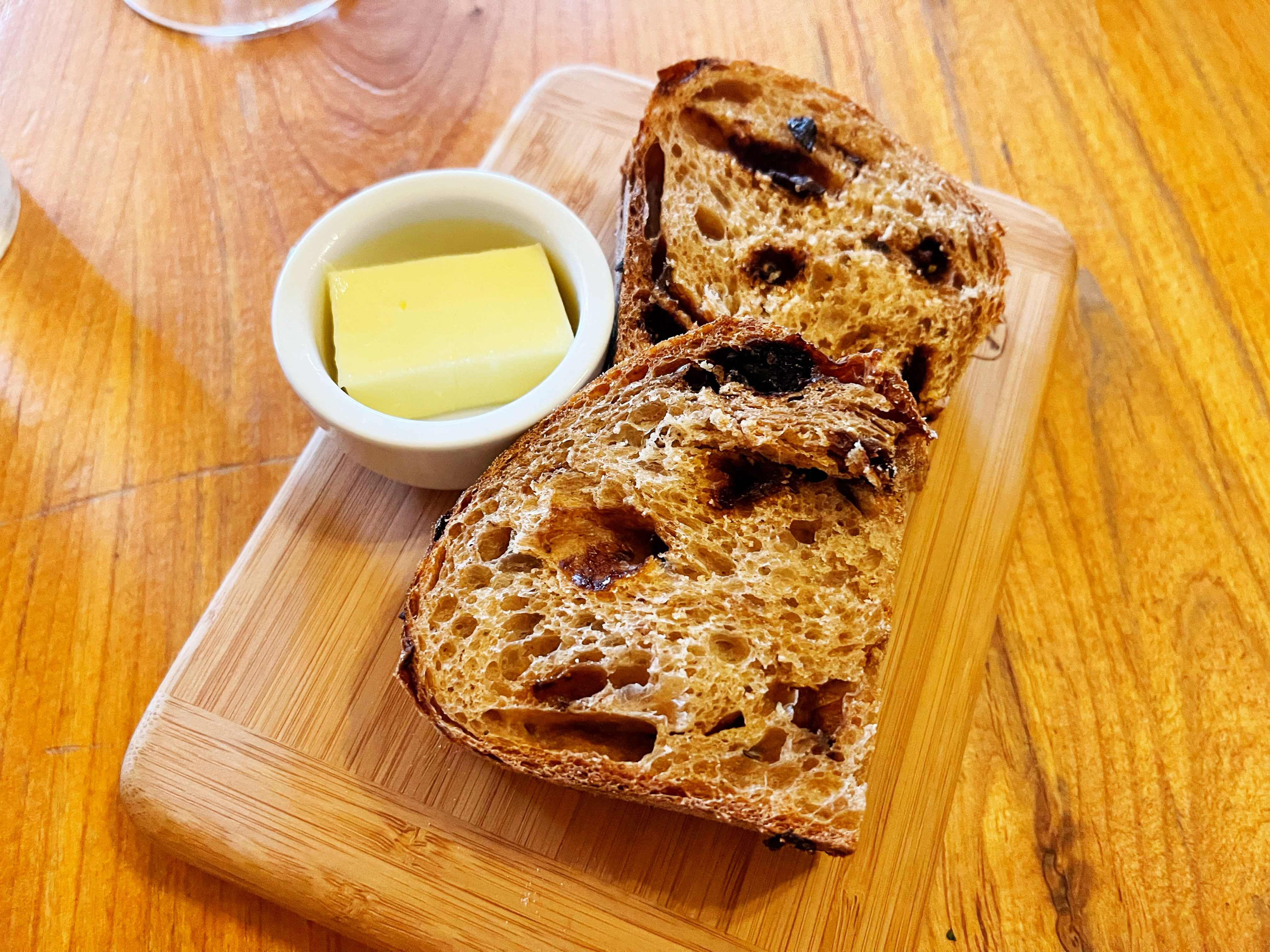
Хлеб с сушёным инжиром

## Польза для здоровья
Имея богатую историю, насчитывающую 6000 лет, инжир — как свежий, так и сушёный — обладает набором биоактивных компонентов, включая антиоксиданты, флавоноиды, фенольные кислоты, каротиноиды и токоферолы, которые на протяжении столетий использовались в традиционной медицине из-за их оздоровительного эффекта, направленного на решение желудочно-кишечных, респираторных, воспалительных, метаболических и сердечно-сосудистых проблем. Данные свидетельствуют о том, что регулярное употребление инжира в пищу, отдельно или с другими сухофруктами, обеспечивает поступление определённых микроэлементов и связано с более высоким качеством питания соответственно
Сушёный инжир имеет следующую пищевую ценность (на 100 грамм продукта):

| - калорийность: 277 ккал; - вода: 30 грамм; - белки: 3,3 грамм; - жиры: 0,92 грамм; - зольность: 1,86 грамм; - углеводы, всего: 63,9 грамм; - сахара: 47,9 грамм; - пищевые волокна: 9,8 грамм; - крахмал: 5,07 грамм; - сахароза: 0,07 грамм; - глюкоза: 24,8 грамм; - фруктоза: 22,9 грамм; - галактоза: 0,13 грамм; - кальций: 162 миллиграмма; - железо: 2,03 миллиграмма; - магний: 67,6 миллиграмм; - фосфор: 67 миллиграмм; | - калий: 680 миллиграмм; - натрий: 10 миллиграмм; - цинк: 0,66 миллиграмм; - медь: 0,287 миллиграмм; - марганец: 0,51 миллиграмм; - селен: 0,6 микрограмм; - титан: 0,085 миллиграмм; - витамин C: 1,2 миллиграмм; - тиамин: 0,085 миллиграмм; - рибофлавин: 0,082 миллиграмм; - ниацин: 0,619 миллиграмм; - бета-каротин: 6 микрограмм; - лютеин и зеаксантин: 32 микрограмм; - витамин E: 0,36 миллиграмм; - витамин K: 15,6 микрограмм; - фолаты: 9 микрограмм; - пантотеновая кислота: 0,434 миллиграмм. |

## Производство

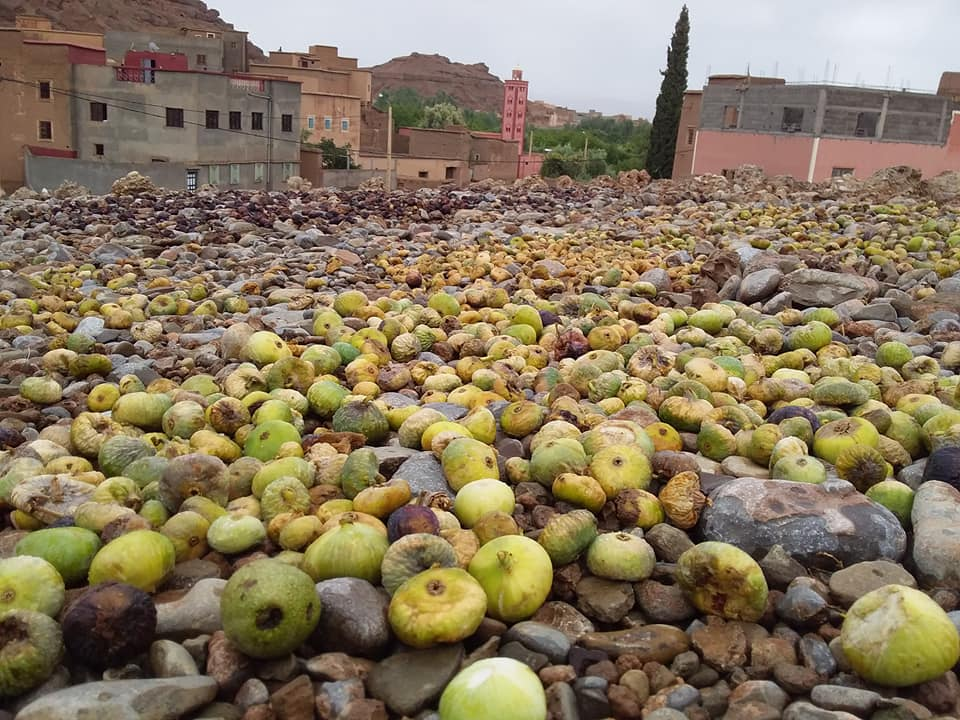
Традиционная сушка инжира в Марокко

Воздушная сушка свежих плодов на солнце — традиционный и самый древний способ получения сушёного инжира. Фрукты, предназначенные для сушки, оставляют на дереве до тех пор, пока они не достигнут полной зрелости, частично не высохнут и в конечном итоге не упадут на землю. При традиционной сушке на солнце полусухие инжиры собирают с поля и помещают на деревянные поддоны для сушки. Каждый инжир периодически переворачивают с одной стороны на другую, пока содержание влаги не достигнет 24%. Главным недостатком традиционного метода является тот факт, что длительность процесса сушки может отрицательно влиять на качество и вкус конечного продукта из-за роста и размножения бактерий и грибов, а также потери питательных веществ.
Современным методом сушки инжира является импульсная вакуумная осмотическая дегидратация (PVOD), при которой вакуумная сушка сочетается с осмотическим обезвоживанием  — удалением части воды из продуктов питания путем пропитки гипертоническим раствором. Многие свойства свежего фрукта, такие как цвет, текстура и аромат, сохраняются при осмотическом обезвоживании. Кроме того, осмотическое обезвоживание продлевает срок годности за счет снижения активности воды.

## Мировой рынок сушёного инжира
По результатам 2023–2024 годов сушёный инжир вошёл в топ-10 самых распространённых сухофруктов в мире с объёмом производства в  137 600 тонн (6-е место). Прогноз мирового производства на 2024–2025 годы Международным советом по орехам и сухофруктам установлен в 152 332 тонн. Крупнейшими мировыми производителями (2023–2024) являются Турция (49%), Иран (19%), Афганистан (16%), Испания (5%) и США (5%).
Около 15–20% мирового производства сушёного инжира потребляется внутренними рынками стран-производителей, остальная часть идёт на экспорт. Крупнейшими импортёрами в 2023 году стали Индия, Китай, США, Германия, Франция, Великобритания, Нидерланды, Италия, Канада и Швейцария. Россия в этом списке занимает 11 место с объёмом в 4719 тонн. Среднее мировое потребление сушёного инжира на душу населения в 2023 году составило 0,064 кг/чел. в год, при этом в России этот показатель составил 0,033 кг/чел. в год.
В 2022 году объём рынка сушёного инжира составил 579 миллионов долларов США во всём мире. Географически регион Ближнего Востока и Северной Африки (MENA) выделяется как крупнейший и самый быстрорастущий рынок сушёного инжира. Страны этого региона, особенно Турция, исторически связаны с выращиванием и торговлей инжиром — традиция, которая стабильно продолжается и сегодня. Например, с 2021 по 2022 год крупнейший поставщик инжира в мире, Турция, произвела 75 000 тонн сушёного инжира; кроме того, стоимость экспорта Турции по этому товару выросла до 352 миллионов долларов США в 2022 году. Это доминирование дополнительно отражается в количестве поставщиков: в Турции зарегистрировано 687 поставщиков сушёного инжира.

## Место в истории, культуре и искусстве

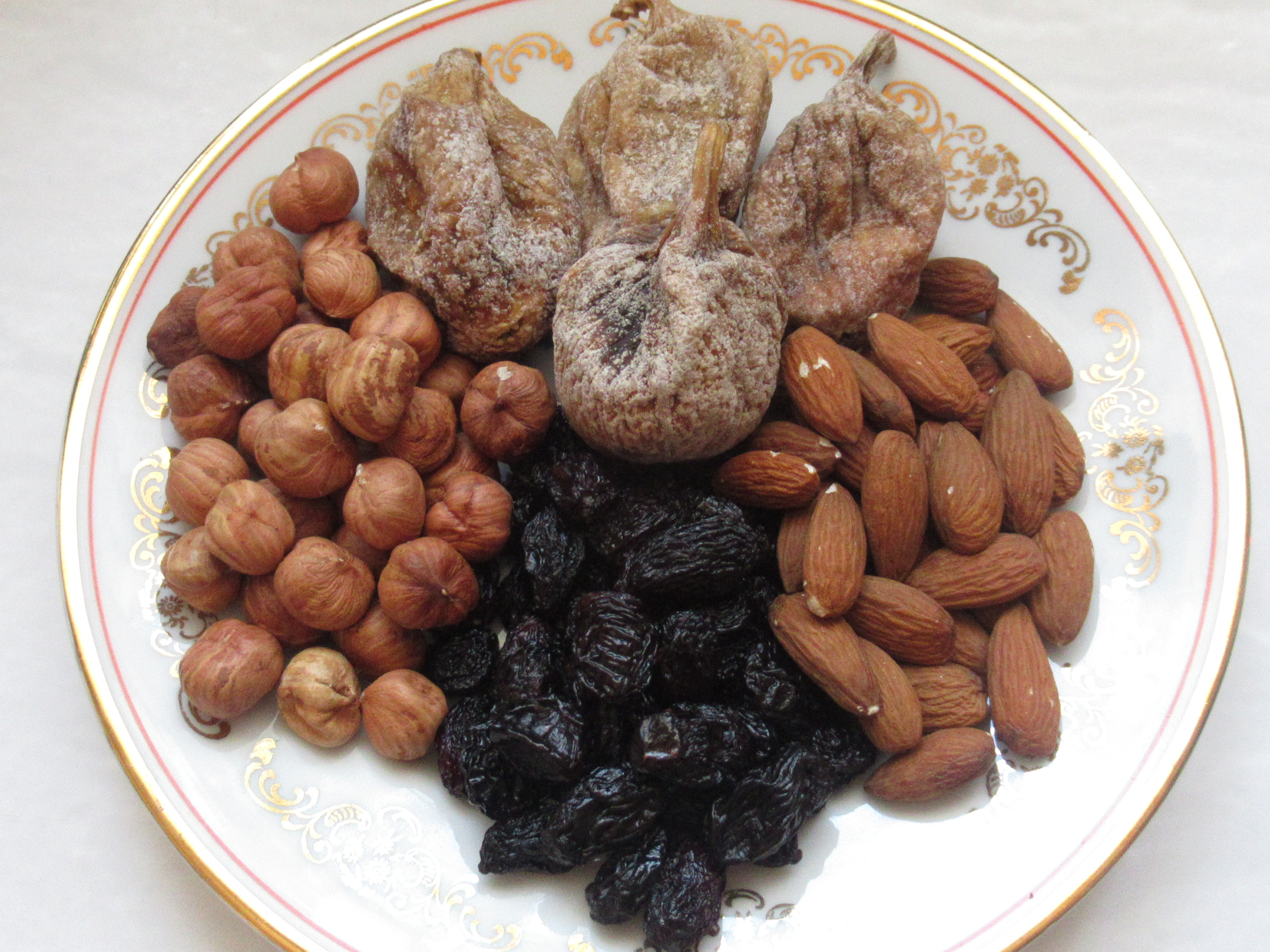
Сушёный инжир в десерте «четверо нищих»

Сушёный инжир был известен людям в глубокой древности. Этот сухофрукт, наряду с абрикосами и изюмом, был повседневной пищей древних римлян. Плинтерии — праздник в начале июня в Древней Греции, когда во время торжественной церемонии статую Афины везли на морской берег у Фалера, шествуя рядом с сушёным инжиром.
Сушёный инжир был важной составляющей в питании древних израильтян в Земле Израиля, где он был ежедневной частью рациона.
Сушёный инжир неоднократно упоминается в Библии, например, в 25-й и 30-й главах 1-й Книги Царств Ветхого Завета:
«Тогда Авигея поспешно взяла двести хлебов, и два меха с вином, и пять овец приготовленных, и пять мер сушёных зёрен, и сто связок изюму, и двести связок смокв…».
«И нашли Египтянина в поле, и привели его к Давиду, и дали ему хлеба, и он ел, и напоили его водою;
и дали ему часть связки смокв и две связки изюму, и он ел и укрепился, ибо он не ел хлеба и не пил воды три дня и три ночи».
Сушёный инжир — неотъемлемая часть популярного прованского рождественского десерта «четверо нищих», который символизирует четыре нищенствующих монашеских ордена. В данном блюде сушёный инжир символизирует францисканцев. На Руси заморский сушёный инжир, который завозили из южных стран, в основном из Персии, называли смоквой.

## Фотогалерея

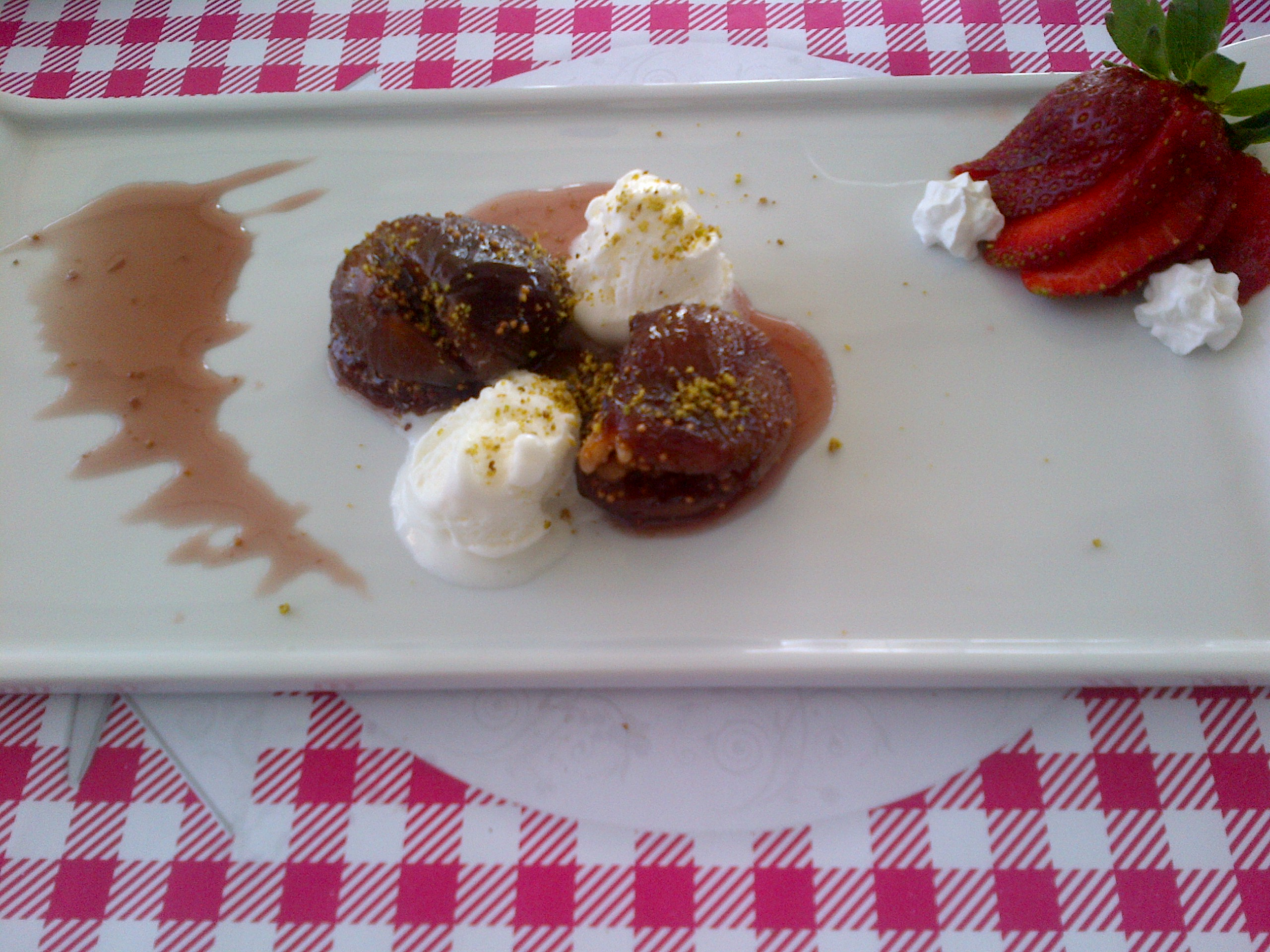
Турецкий десерт из сушёного инжира
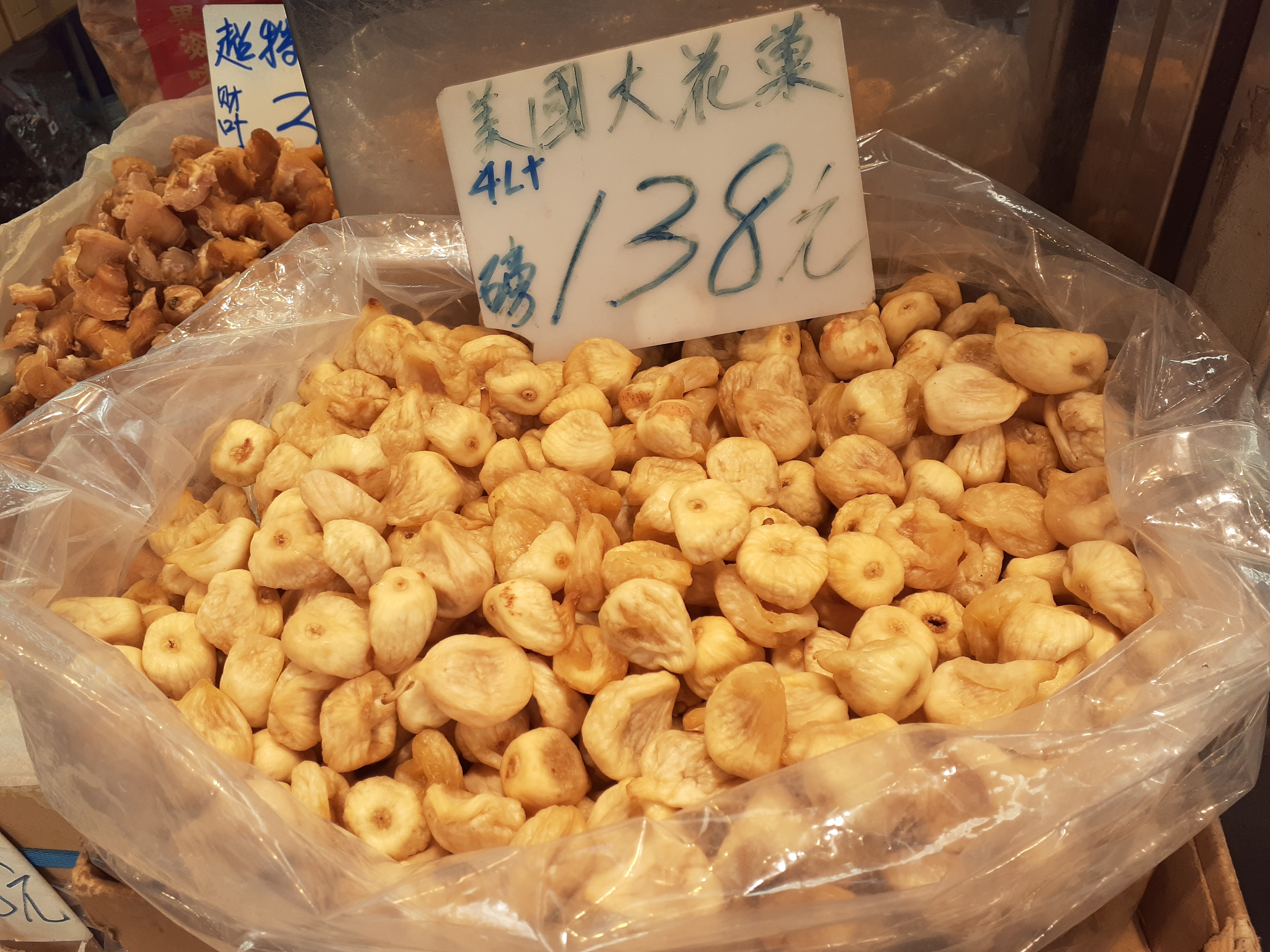
Продуктовый магазин в Гонконге
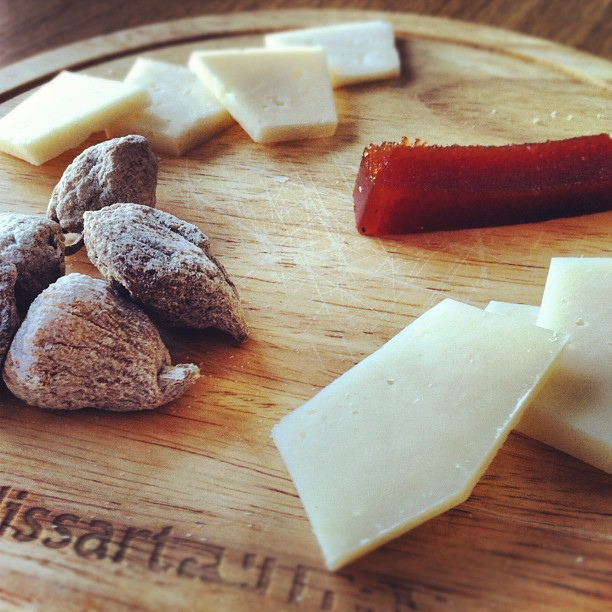
Десерт из сушёного инжира, айвы и сыра Манчего
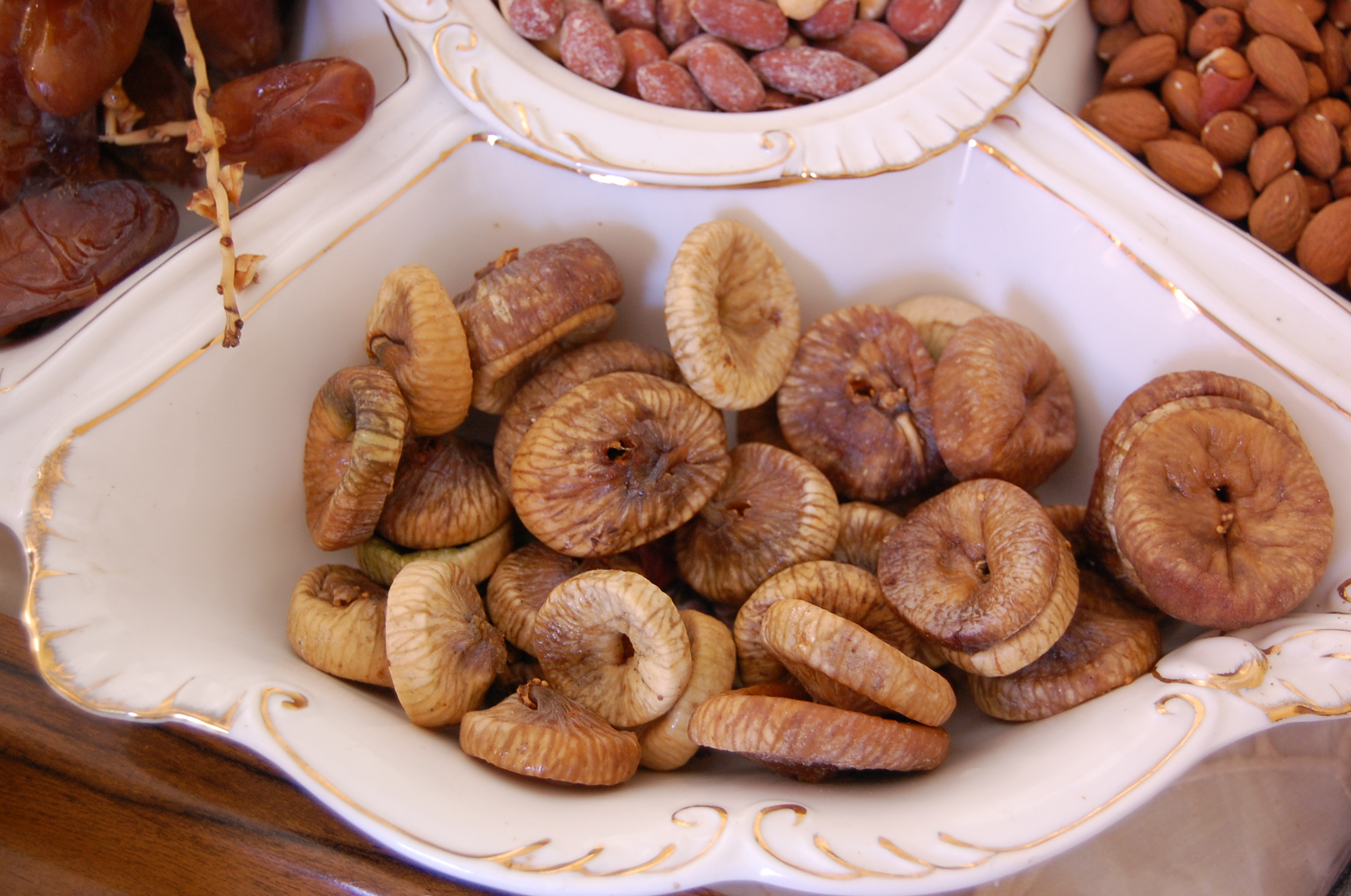
Сушёный инжир на блюде
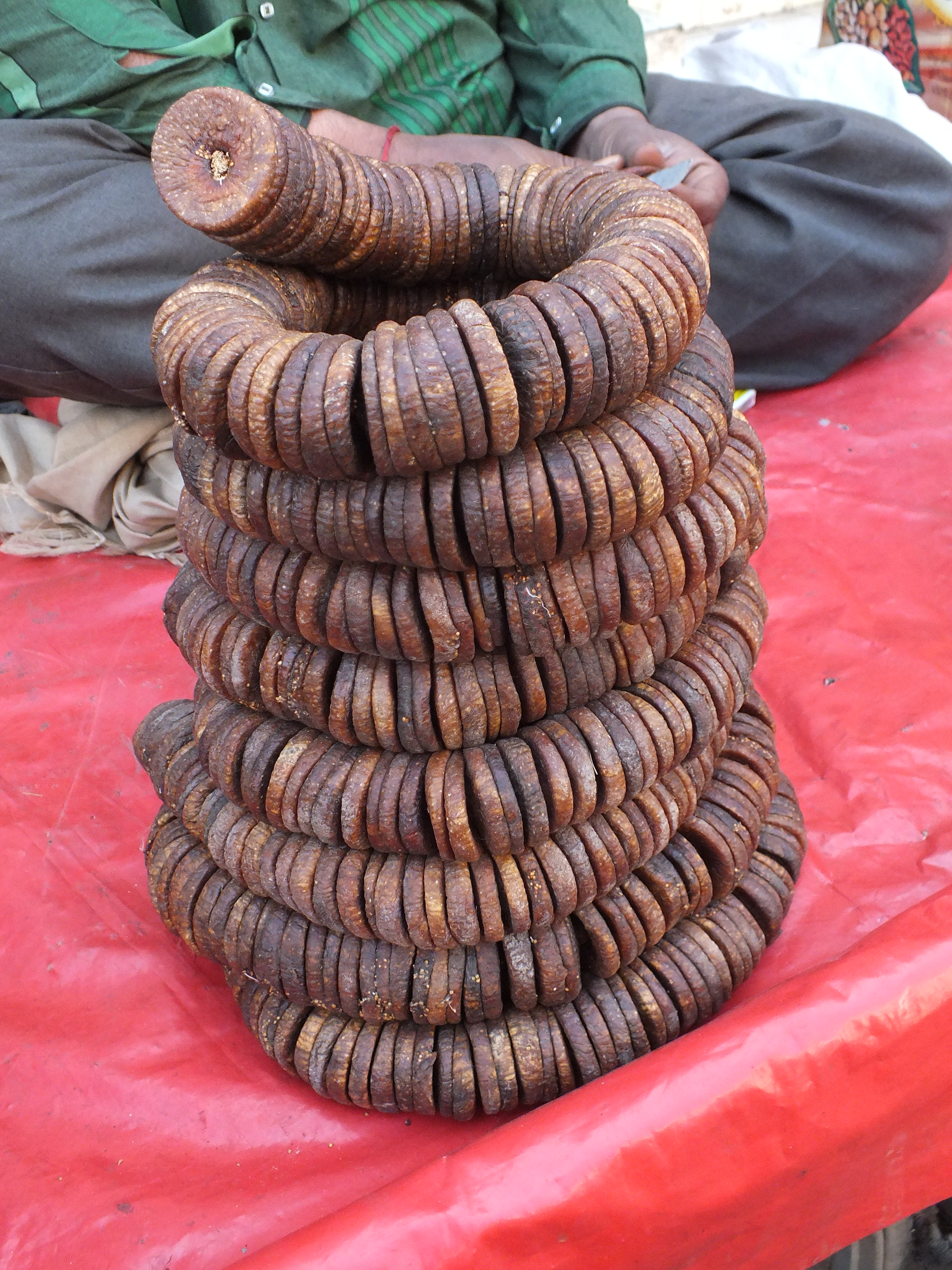
Инжир на продажу в Индии
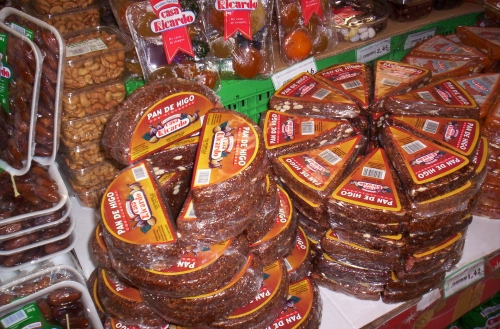
Инжирный хлеб в испанском супермаркете
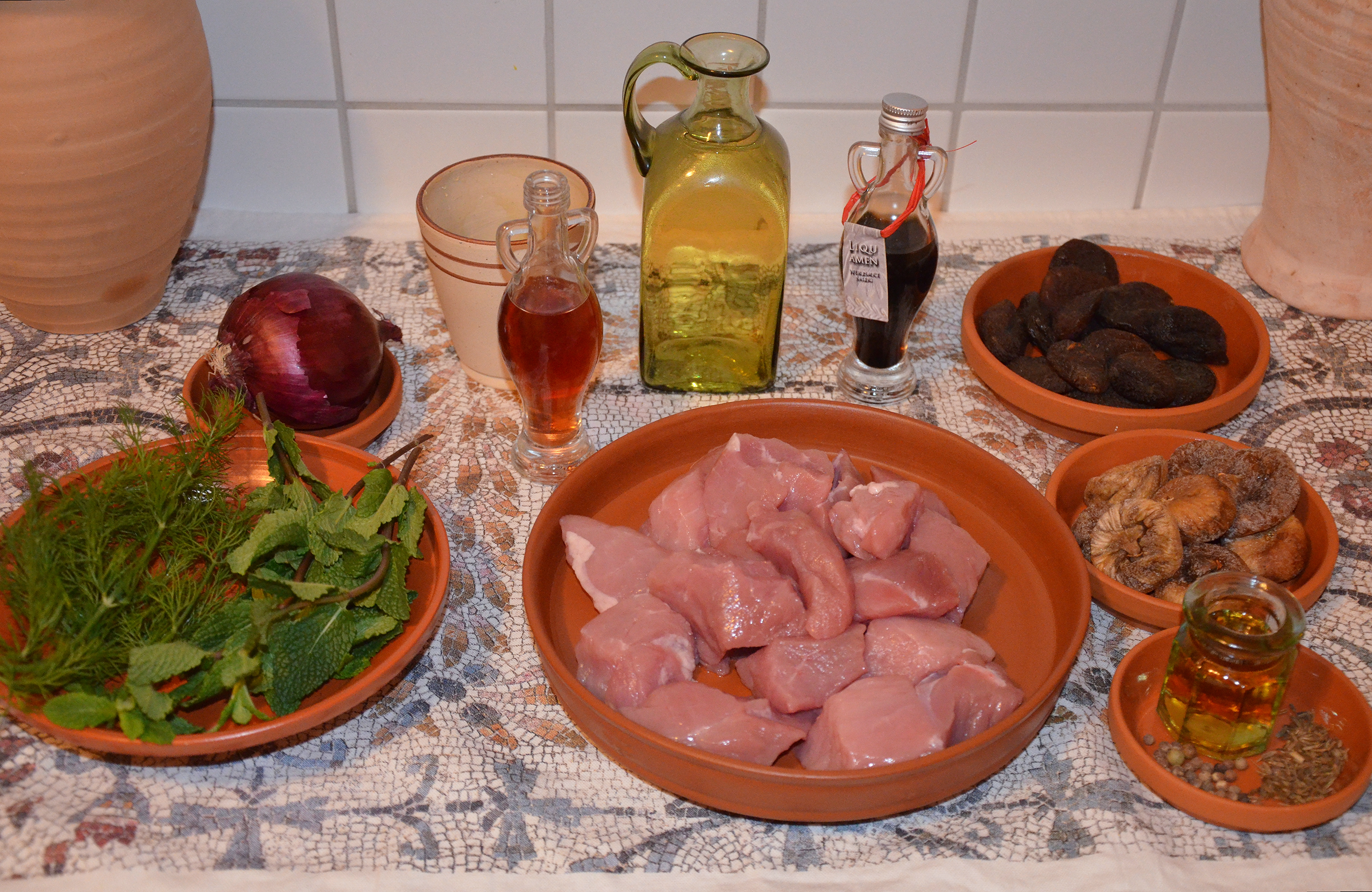
Мясное рагу с сушёным инжиром, мёдом и курагой
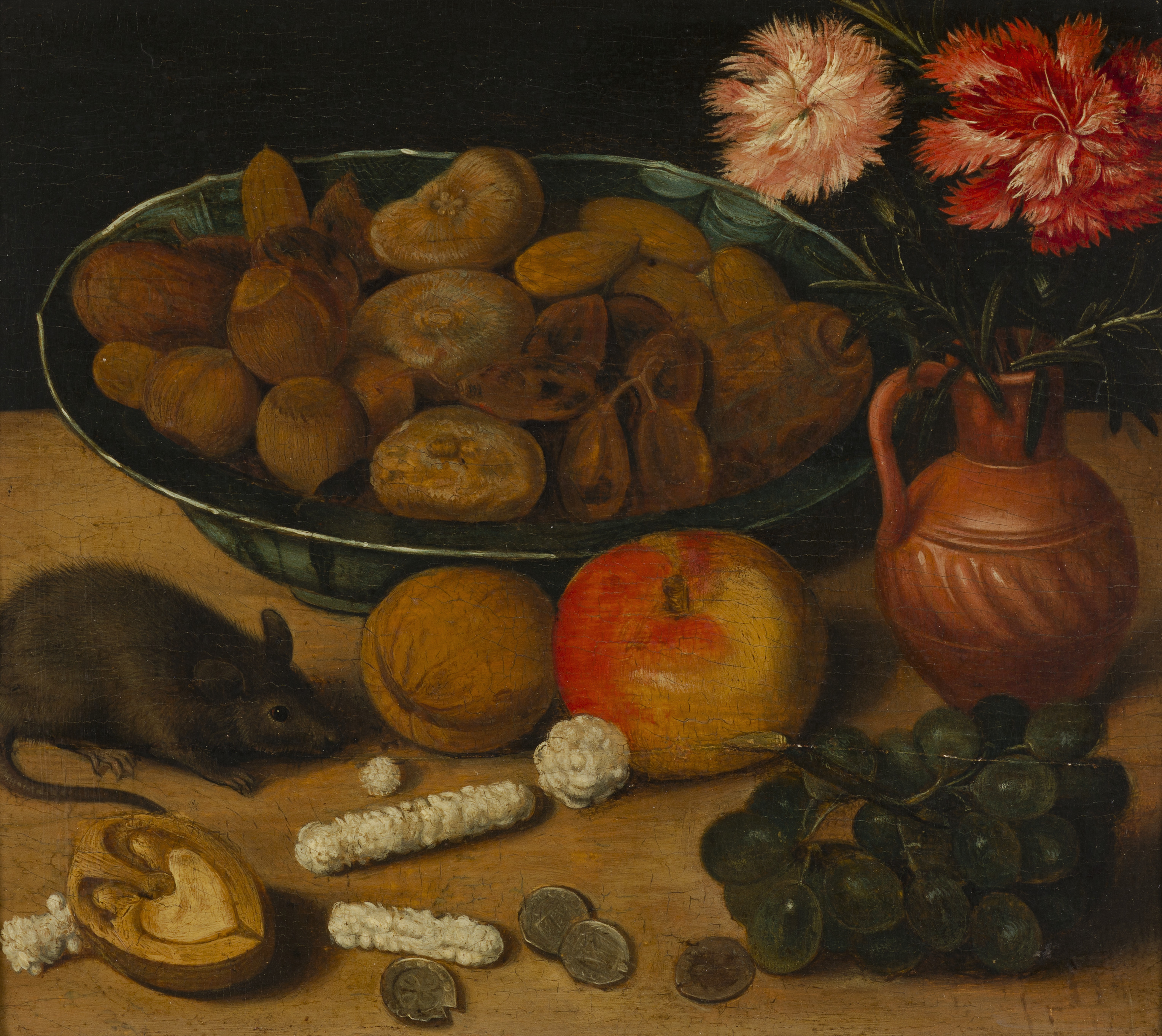
Георг Флегель, Натюрморт с вазой цветов, орехами, фруктами и мышью